# Валя-Арговей
Валя-Арговей (рум. Valea Argovei) — село у повіті Келераш в Румунії. Входить до складу комуни Валя-Арговей.
Село розташоване на відстані 55 км на схід від Бухареста, 46 км на захід від Келераші, 148 км на захід від Констанци.

## Населення
За даними перепису населення 2002 року у селі проживали 1589 осіб. Рідною мовою 1588 осіб (99,9%) назвали румунську.
Національний склад населення села:
| Національність | Кількість осіб | Відсоток |
| -------------- | -------------- | -------- |
| румуни         | 1542           | 97,0%    |
| цигани         | 47             | 3,0%     |